# カナダ国境サービス庁

カナダ国境サービス庁（カナダこっきょうサービスちょう、英語：Canada Border Services Agency, 英語略称：CBSA, 仏語：Agence des services frontaliers du Canada, 仏語略称：ASFC）は、カナダの出入国管理、移民事務、税関事務を管理する連邦政府の法執行機関。

## 概要
カナダ国境サービス庁は2003年に設立された公安省管轄の組織で、議会に対し公共安全大臣を通じて責任を負っている。
職員は約13,000名で、うち制服係官は7,200名。カナダ国内に1,200か所、国外に39か所の拠点を持つ。陸路国境119か所、国際空港13か所での国境管理を行うのに加え、主要港3港および鉄道駅27か所での入出国管理を行う。主要任務は、移民・難民・市民権省と協調し、移民及び難民保護法 (Immigration & Refugee Protection Act) の違反者を対象に捜査・逮捕を行うことに加え、国家安全保障および治安に関する犯罪、広域犯罪などの捜査を行う。
2003年12月に枢密院立法により、カナダ税関歳入庁から分離して市民権移民省から出入国管理部門を合併する形で設立された。この際にカナダ国境サービス庁法 (Immigration & Refugee Protection Act) が制定され、2005年に国王裁可を得た。
2001年9月のアメリカ同時多発テロ事件を受け、カナダの国境管理についても国家安全保障および治安に関して新しい焦点が当てられるようになった。カナダ外務国際貿易大臣ジョン・マンレーとアメリカ合衆国初代国土安全保障長官トム・リッジによって提唱された「米加スマートボーダー宣言」 (Canada-United States Smart Border Declaration) により、米加両国での国境管理の協調体制が構成された。